# Світлодолинське (Мелітопольський район)
Світлодоли́нське (до 1945 р.— Ліхтенау) — село в Україні, в Мелітопольському районі Запорізької області. Входить до складу Терпіннівської сільської громади. Населення становить 594 осіб.

## Географія
Село Світлодолинське знаходиться на лівому березі річки Молочна, вище за течією на відстані 2 км розташоване село Любимівка (Пологівський район), нижче за течією на відстані 2,5 км розташоване село Кам'янське, на протилежному березі — село Старобогданівка. Річка в цьому місці звивиста, утворює лимани, стариці та заболочені озера. Через село проходять автомобільна дорога Р85 і залізниця, станція Світлодолинська.

## Історія

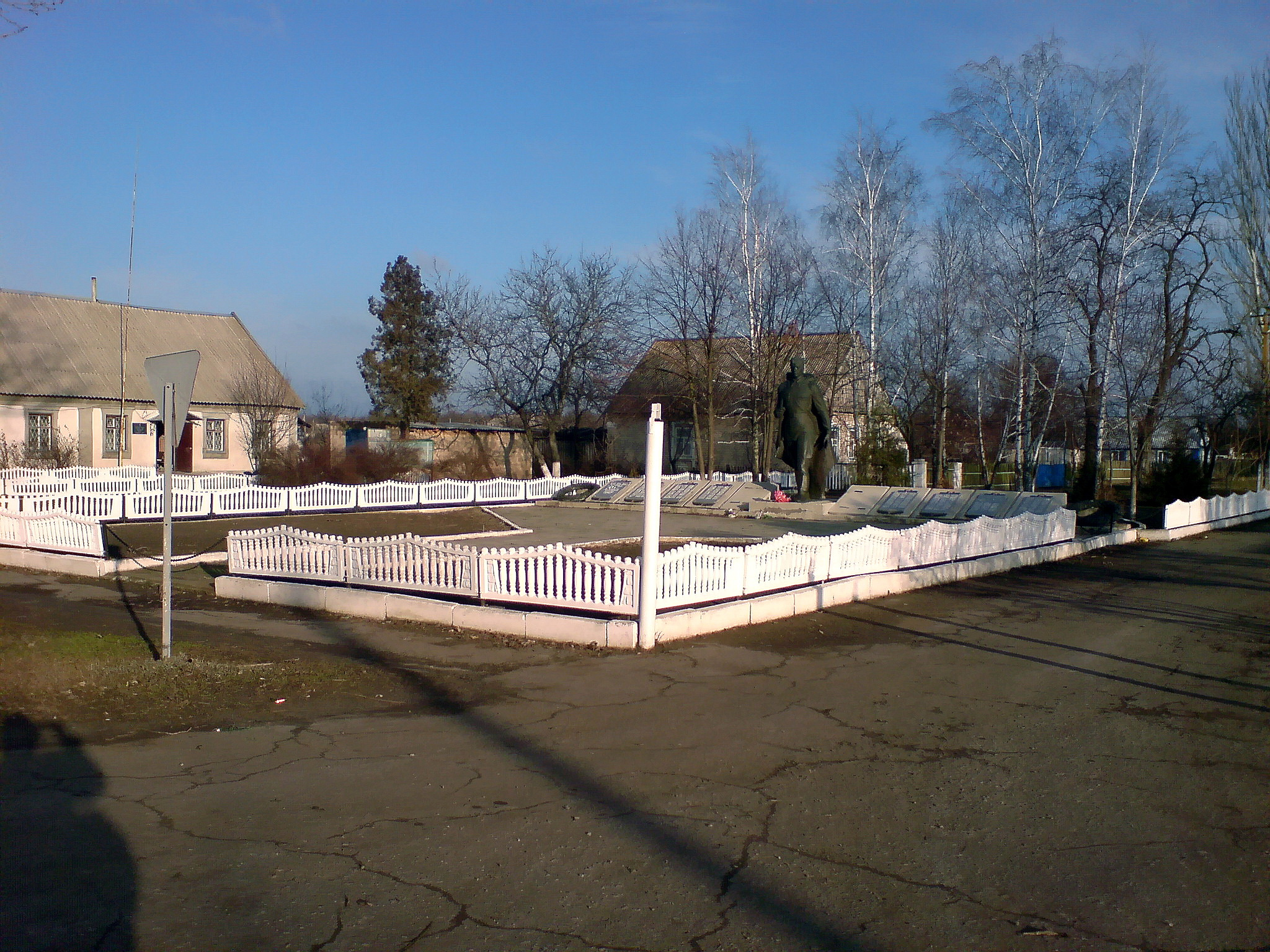
Братська могила та пам'ятник радянським воїнам, загиблим при визволенні села

Село було засноване в 1804 році вихідцями з Західної Пруссії і названо на честь прусського села Ліхтенау (Lichtenau).
В 1811 році за сільською громадою було закріплено 1543 десятини землі, в 1857 — 1365 десятин, в 1914 — 2099 десятин. У селі працював паровий млин Глеклер, діяв дім молитви. До 1871 року село входило в Молочанський менонітський округ, потім — в Гальбштадтську (Молочанськ) волость Бердянського повіту.
В 1918 році в Лихтенау пройшла 1-я менонітська конференція. У селі діяв осередок Спілки громадян голландського походження, з 1926 року працювала початкова школа, функціонували маслозавод і електростанція.
В Голодомор 1932-1933 років 2 жителя села померли від голоду.
В 1939 році колгосп «Перемога», що розташовувався в Ліхтенау, був учасником Всесоюзної сільськогосподарської виставки і удостоєний диплома 1-го ступеня.
25 вересня 1941 року, коли окупація Мелітопольського району німецькими військами стала неминуча, органи НКВД почали операцію з депортації етнічних німців і менонітів. Німцям навколишніх сіл було наказано зібратися на залізничній станції Ліхтенау, звідки вони були відправлені на Крайню Північ Росії і в Середню Азію. 
У жовтні 1943 року, після важких боїв на німецькій укріпленої лінії «Вотан», село Ліхтенау було зайнято радянськими військами.
В 1945 році село було перейменоване в Світлодолинське. Ця назва трохи співзвучно старій назві Lichtenau (Licht по-німецьки світло).
Після війни у Світлодолинському продовжив роботу колгосп «Перемога». В 1981 році колгосп володів 3745 га сільськогосподарських угідь, у тому числі 2 936 га орної землі, і підсобними підприємствами — млинами, олійницями і пилорамою.
До 2020 року орган місцевого самоврядування - Світлодолинська сільська рада.

## Населення

### Мова
Розподіл населення за рідною мовою за даними перепису 2001 року:
| Мова            | Кількість | Відсоток |
| --------------- | --------- | -------- |
| російська       | 417       | 70.20%   |
| українська      | 149       | 25.07%   |
| вірменська      | 9         | 1.52%    |
| болгарська      | 3         | 0.51%    |
| румунська       | 1         | 0.17%    |
| інші/не вказали | 15        | 2.53%    |
| Усього          | 594       | 100%     |

## Економіка
- «Злагода», АФ, ТОВ.
- «Ірис-00», ПП.
- Мелітопольський елеватор, ВАТ.[5]

## Об'єкти соціальної сфери
- Школа[6].
- Дитячий садочок.
- Фельдшерсько-акушерський пункт.
- Храм святителя Димитрія Ростовського. Підпорядкований Запорізька єпархія УПЦ Української православної церкви Московського патріархату.[7][8]